# IC 2379
IC 2379 ist eine Spiralgalaxie vom Hubble-Typ Sa im Sternbild Puppis am Südsternhimmel. Sie ist rund 262 Millionen Lichtjahre von der Milchstraße entfernt und hat einen Durchmesser von etwa 80.000 Lichtjahren. Vermutlich bildet sie gemeinsam mit IC 2375 und IC 2377 ein gravitativ gebundenes Galaxientrio.
Das Objekt wurde am 22. Februar 1898 von Herbert Alonzo Howe entdeckt.